# Mistrzostwa Europy juniorów w piłce siatkowej
Mistrzostwa Europy juniorów w piłce siatkowej – międzynarodowe rozgrywki siatkarskie organizowane cyklicznie (od 1982 co 2 lata) przez Europejską Konfederację Piłki Siatkowej (CEV) dla narodowych reprezentacji juniorów do lat 20 ze wszystkich europejskich krajowych związków piłki siatkowej.
Pierwszy w historii turniej o mistrzostwo Europy juniorów rozegrano na Węgrzech w Budapeszcie w 1966 roku. Do tej pory najwięcej tytułów Mistrzów Europy Juniorów zdobywali zawodnicy Związku Radzieckiego (11 razy). Reprezentacja Polski dwa razy zdobyła mistrzostwo (1996, 2016), dwa razy wicemistrzostwo (1971, 2014) i dwa razy uplasowała się na trzecim miejscu (1973, 1975).

## Medaliści
| Rok  | Gospodarz             | Złoto    | Srebro         | Brąz           | Polska      |
| ---- | --------------------- | -------- | -------------- | -------------- | ----------- |
| 1966 | Budapeszt             | ZSRR     | Bułgaria       | Czechosłowacja | 10. miejsce |
| 1969 | Tallinn               | ZSRR     | Bułgaria       | Rumunia        | 7. miejsce  |
| 1971 | Barcelona             | ZSRR     | Polska         | Bułgaria       | 2. miejsce  |
| 1973 | Voorburg              | ZSRR     | Czechosłowacja | Polska         | 3. miejsce  |
| 1975 | Frankfurt             | ZSRR     | Czechosłowacja | Polska         | 3. miejsce  |
| 1977 | Montpellier           | ZSRR     | Czechosłowacja | NRD            | 4. miejsce  |
| 1979 | Porto                 | ZSRR     | Bułgaria       | NRD            | 8. miejsce  |
| 1982 | Monachium             | ZSRR     | RFN            | NRD            | n/s         |
| 1984 | Clermont-Ferrand      | ZSRR     | Bułgaria       | Włochy         | 7. miejsce  |
| 1986 | Pazardżik             | Bułgaria | Rumunia        | RFN            | 8. miejsce  |
| 1988 | Bormio                | ZSRR     | Włochy         | Bułgaria       | 4. miejsce  |
| 1990 | Frankfurt             | ZSRR     | Włochy         | RFN            | 10. miejsce |
| 1992 | Poznań                | Włochy   | Hiszpania      | WNP            | 7. miejsce  |
| 1994 | Ankara                | Rosja    | Francja        | Włochy         | n/s         |
| 1996 | Netanja               | Polska   | Włochy         | Rosja          | 1. miejsce  |
| 1998 | Brno                  | Rosja    | Francja        | Czechy         | 4. miejsce  |
| 2000 | Katania               | Rosja    | Włochy         | Francja        | 5. miejsce  |
| 2002 | Katowice              | Włochy   | Francja        | Niemcy         | 5. miejsce  |
| 2004 | Zagrzeb               | Rosja    | Holandia       | Niemcy         | n/s         |
| 2006 | Kazań                 | Rosja    | Francja        | Włochy         | 7. miejsce  |
| 2008 | Brno                  | Francja  | Niemcy         | Rosja          | 9. miejsce  |
| 2010 | Mohylew / Bobrujsk    | Rosja    | Bułgaria       | Serbia         | 10. miejsce |
| 2012 | Gdańsk / Randers      | Włochy   | Hiszpania      | Belgia         | 6. miejsce  |
| 2014 | Brno / Nitra          | Rosja    | Polska         | Francja        | 2. miejsce  |
| 2016 | Płowdiw / Warna       | Polska   | Ukraina        | Rosja          | 1. miejsce  |
| 2018 | Ede / Kortrijk        | Rosja    | Czechy         | Belgia         | 6. miejsce  |
| 2020 | Kuřim / Brno          | Rosja    | Włochy         | Belgia         | 7. miejsce  |
| 2022 | Montesilvano / Vasto  | Włochy   | Polska         | Bułgaria       | 2. miejsce  |
| 2024 | Vrnjačka Banja / Arta | Francja  | Bułgaria       | Czechy         | 8. miejsce  |

## Klasyfikacja medalowa
| Msc. | Reprezentacja  |    |   |   | Razem |
| ---- | -------------- | -- | - | - | ----- |
| 1.   | ZSRR           | 11 | − | − | 11    |
| 2.   | Rosja          | 8  | − | 3 | 11    |
| 3.   | Włochy         | 4  | 5 | 3 | 12    |
| 4.   | Polska         | 2  | 3 | 2 | 7     |
| 5.   | Francja        | 2  | 4 | 2 | 8     |
| 6.   | Bułgaria       | 1  | 6 | 3 | 10    |
| 7.   | Czechosłowacja | −  | 3 | 1 | 4     |
| 8.   | Niemcy         | −  | 2 | 4 | 6     |
| 9.   | Hiszpania      | −  | 2 | − | 2     |
| 10.  | Rumunia        | −  | 1 | 1 | 2     |
| 11.  | Ukraina        | −  | 1 | − | 1     |
| 11.  | Holandia       | −  | 1 | − | 1     |
| 13.  | NRD            | −  | − | 3 | 3     |
| 14.  | Czechy         | −  | − | 2 | 2     |
| 15.  | WNP            | −  | − | 1 | 1     |
| 15.  | Serbia         | −  | − | 1 | 1     |
| 15.  | Belgia         | −  | − | 1 | 1     |

## Gospodarze Mistrzostw Europy
| Gospodarze | Państwa (Lata) |
| ---------- | --- |
| 4          | Czechy (1998, 2008, 2014, 2020) |
| 3          | Niemcy (1975, 1982, 1990) Polska (1992, 2002, 2012) Włochy (1988, 2000, 2022)                                                                              |
| 2          | Francja (1977, 1984) Węgry (1966, 1986) Rosja (1969, 2006) Holandia (1973, 2018)                                                                           |
| 1          | Hiszpania (1971) Portugalia (1979) Turcja (1994) Izrael (1996) Chorwacja (2004) Białoruś (2010) Dania (2012) Słowacja (2014) Bułgaria (2016) Belgia (2018) |